# Emilia Dobrin
Emilia Dobrin Besoiu (nume la naștere Emilia Capră; 1 august 1948, Vălenii de Munte, Prahova) este o actriță română.

## Biografie
În 1971 a absolvit Institutul de Artă Teatrală și Cinematografică I.L.Caragiale din București. A debutat  sub numele Emilia Capră. În 1971 a debutat scenic la Teatrul din Ploiești cu rolul Ana din piesa Cercul morții, în regia lui Vintilă Făcăianu. Studentă în anul II, în 1969, a debutat în film cu pelicula Căldura, în regia lui Șerban Creangă. 
După absolvire, în 1971, a jucat în pelicula lui Nicolae Breban Printre colinele verzi. A activat la Teatrul din Ploiești (1971-176) și la Teatrul „Nottara” din București.

### Viața de familie
A fost căsătorită cu  Ion Besoiu și cu Alexandru Dabija. Are o fată, Ioana, din căsătoria cu Ion Besoiu.

## Filmografie
- Căldura (1969) - Laura
- Astă seară dansăm în familie (1972) - fata cu bicicletă
- Ciprian Porumbescu (1973)
- Trecătoarele iubiri (1974)
- Porțile albastre ale orașului (1974) - Mihaela, iubita lui Păun
- Mere roșii (1976) - dr. Năstăsescu
- Rătăcire (1978) - Amalia
- Bietul Ioanide (1980) - profesoara de istoria artelor Mimi
- Un echipaj pentru Singapore (1982)
- Secvențe... (1982)
- Viraj periculos (1983) - doamna Apostolescu
- Pe malul stîng al Dunării albastre (1983)
- Mitică Popescu (1984)
- Întunecare (1986)
- Punct... și de la capăt (1987)
- Figuranții (1987)
- Secretul armei... secrete! (1989)
- Un bulgăre de humă (1990)
- Furia (2002) - mama lui Luca
- Examen (2003) - mama lui Cristi

- Live (2015) - Xenia
- Câinele Japonez (2013)
- Tatăl fantomă (2011)
- Captivi de Crăciun (2010) - doamna
- La 6 KM, 202 m distanță de centrul orașului (2009)
- Vecinii (2009)
- Poveste de cartier (2008)
- Cu un pas înainte (2007) - Claudia Oancea (17 episoade, 2007)
- Concluzie (2005)
- Hacker (2004)
- Binecuvântată fii, închisoare (2002)
- Tandrețea lăcustelor (2002)
- Im Suden meiner Seele (1989)
- Un august în flăcări (1973)
- Printre colinele verzi (1971)
- Anul Nou care n-a fost (2024)

## Premii
- Premiul pentru cea mai bună actriță ex-aequo pentru rolul din piesa Șefele, jucată la Festivalul Internațional de Teatru Atelier, Baia Mare  - Premiile Municipiului București pentru Artă și Cultură, Secțiunea Artele Spectacolului (2009)[6]

- Premiul pentru interpretare feminină într-un rol secundar pentru rolul din filmul Educație sentimentală - Premiile UCIN pentru filmele anului 2023 (Opera Națională București, 28 octombrie 2024)[7]

## Legături externe
- http://www.cinemagia.ro/actori/emilia-dobrin-9015/
- http://aarc.ro/cineasti/trivia/emilia-dobrin Arhivat în 16 septembrie 2016, la Wayback Machine.